# Tampella

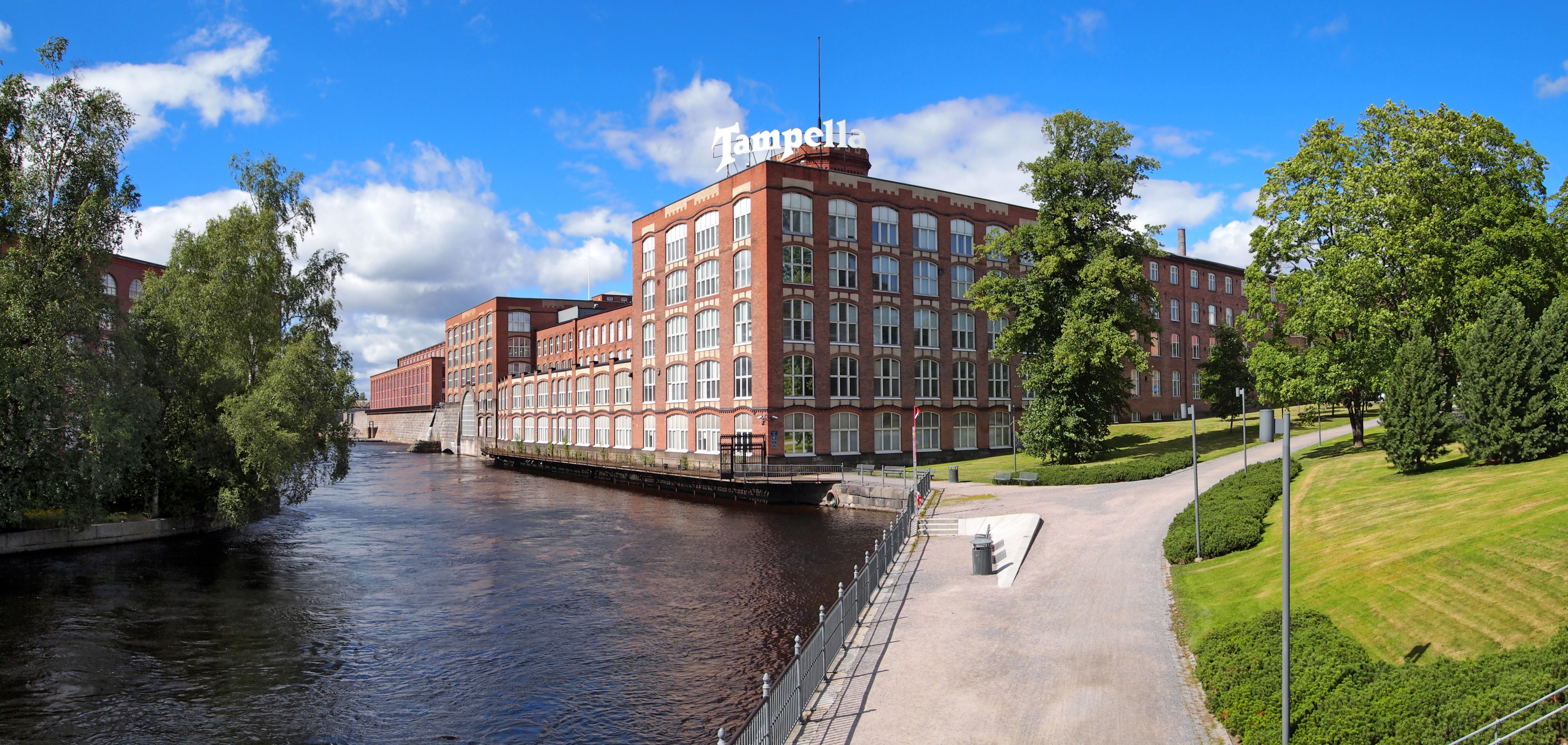
Главное здание «Tampella»

Tampella — финская машиностроительная компания, расположенная в городе Тампере. Была основана в 1856 году, когда небольшое металлоплавильное предприятие, располагавшееся на берегу реки Тамеркоски, объединилось с новообразованной ткацкой мастерской по соседству. Образовавшаяся компания стала называться «Tampereen Pellava-ja Rauta-Teollisuus Osake-Yhtiö» («Акционерная компания ткацкой и металлургической промышленности в Тампере»). Поначалу компания выглядела ненадёжной и убыточной, но благодаря действиям Альфреда Кихлмана (председатель совета), ей удалось избежать банкротства.

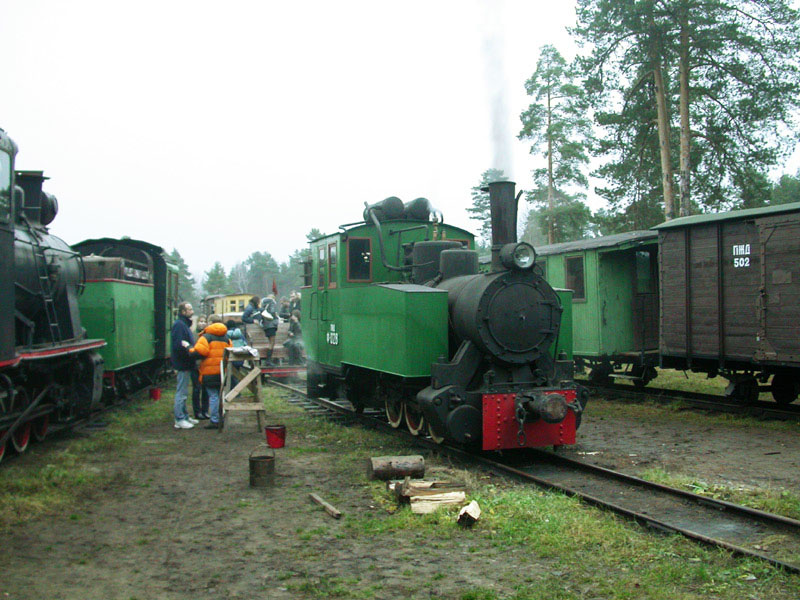
Паровоз Ф^{т}4-028 завода Tampella на площадке Переславского железнодорожного музея

В 1872 году компания основывает деревообрабатывающую фабрику, а чуть позднее покупает лесопилку, что выводит её на 3-е место в Финляндском княжестве по лесопереработке. В 1900 году завод начинает выпускать паровозы, а в 1930-е налаживает выпуск миномётов. В 1938 году название фирмы меняется на «Tampereen Pellava- ja Rauta-Teollisuus Osake-Yhtiö», а в 1963 на «Oy Tampella Ab». Само имя Tampella считается брендом компании. В 1950-х годах завод налаживает производство буров и бумагоделательных машин, также незадолго до этого возводится здание бумажно-целлюлозной фабрики, что делает компанию ещё и производителем бумаги. Со временем текстильное производство переводят в Лапинниеми и в 1977 году закрывают текстильные цеха в Тампере.
В 1990 году большая часть акций компании переходит Финскому национальному банку, который 19 сентября того же года становится официальным владельцем «Oy Tampella Ab». Ввиду высокой конкуренции, часть зданий компании была закрыта и снесена. При основном здании, которое расположено в Тампере, устроен музей истории завода. Также компания ещё продолжает работать в городах Турку и Лахти.